# Hallowell (Maine)
Hallowell est une commune américaine dans le Maine (États-Unis). Elle fait partie de la banlieue sud d'Augusta. Sa population en 2010 était de 2 381 habitants.

## Géographie
La ville est nommée pour Benjamin Hallowell, un marchand de Boston et l'un des propriétaires Kennebec, les détenteurs de terres originairement concédé à la Compagnie de Plymouth par la monarchie britannique dans les années 1620.
En 1797, la ville moderne d'Augusta est séparée de Hallowell pour être une ville à part entière. La partie de Hallowell qui est la ville actuelle était alors connu comme "The Hook".
Aujourd'hui, la population de la ville (2 467) n'est que légèrement inférieure à ce qu'elle était en 1820, l'année ou le Maine a fait sécession avec le Massachusetts et est devenu un État. Pourtant, il y a 183 ans, les habitants de Hallowell bénéficiaient des services de 71 magasins le long de Water Street (en revanche, Augusta avait une population de 1 000 et seulement 20 marchands). Industries prospères inclus la construction navale (entre 1783 et 1901, 50 navires ont été lancés à partir des quais d'Hallowell), le commerce, la publication et l'exploitation forestière. Deux moulins à grains, cinq scieries et deux abattoirs servi aux besoins des résidents proches et lointains.

## Personnalités liées à la commune
- Jacob Abbot, écrivain
- Hall J. Kelley, écrivain